# Lower Ruthie's
La Lower Ruthie's è una pista sciistica situata ad Aspen, negli Stati Uniti d'America. Sul pendio, che si snoda sul Monte Aspen, si tengono gare della Coppa del Mondo di sci alpino. La pista completa è detta semplicemente Ruthie's e su di essa venivano disputate le gare di velocità.

## Tracciato
La parte superiore della pista è caratterizzata da un lungo tratto di scivolamento (parte in cui lo sciatore deve tentare di rallentare il meno possibile riducendo l'attrito con l'aria e la neve) con un'inclinazione dolce, alla fine dello stesso la pista compie una svolta a destra fino al primo "muro" (tratto molto ripido) chiamato Aztec.
La parte inferiore, la più nota Lower Ruthie's, inizia con il ripido Spring Pitch, dove si trova il la partenza dello slalom gigante. La pendenza termina all'Airplane Turn, dove il pendio gira bruscamente a sinistra in una stretta sezione di scivolamento in direzione del tratto detto Ulfar's Alley. La pista gira poi a destra verso la sezione ondulata denominata Strawpile e immersa nella foresta dopo la quale si trova il traguardo.

## Albo d'oro

### Uomini

#### Discesa libera
| Data                               | Competizione  | Primo                   | Secondo        | Terzo            |
| ---------------------------------- | ------------- | ----------------------- | -------------- | ---------------- |
| Coppa del Mondo di sci alpino 1991 | 8 marzo 1991  | Franz Heinzer           | Atle Skårdal   | Helmut Höflehner |
| Coppa del Mondo di sci alpino 1992 | 14 marzo 1992 | Daniel Mahrer           | William Besse  | Patrick Ortlieb  |
| Coppa del Mondo di sci alpino 1994 | 4 marzo 1994  | Hannes Trinkl           | Cary Mullen    | Marc Girardelli  |
| Coppa del Mondo di sci alpino 1994 | 5 marzo 1994  | Cary Mullen             | Atle Skårdal   | Pietro Vitalini  |
| Coppa del Mondo di sci alpino 2017 | 15 marzo 2017 | Dominik Paris           | Peter Fill     | Carlo Janka      |
| Coppa del Mondo di sci alpino 2023 | 4 marzo 2023  | Aleksander Aamodt Kilde | James Crawford | Marco Odermatt   |

#### Supergigante
| Data                               | Competizione  | Primo               | Secondo            | Terzo                                  |
| ---------------------------------- | ------------- | ------------------- | ------------------ | -------------------------------------- |
| Coppa del Mondo di sci alpino 1992 | 15 marzo 1992 | Kjetil André Aamodt | Günther Mader      | Paul Accola                            |
| Coppa del Mondo di sci alpino 1993 | 7 marzo 1993  | Kjetil André Aamodt | Stephan Eberharter | Daniel Mahrer                          |
| Coppa del Mondo di sci alpino 2017 | 16 marzo 2017 | Hannes Reichelt     | Dominik Paris      | Mauro Caviezel Aleksander Aamodt Kilde |
| Coppa del Mondo di sci alpino 2023 | 5 marzo 2023  | Marco Odermatt      | Andreas Sander     | Aleksander Aamodt Kilde                |

#### Slalom gigante
| Data                               | Competizione     | Primo              | Secondo          | Terzo            |
| ---------------------------------- | ---------------- | ------------------ | ---------------- | ---------------- |
| Coppa del Mondo di sci alpino 1991 | 9 marzo 1991     | Alberto Tomba      | Rudolf Nierlich  | Marc Girardelli  |
| Coppa del Mondo di sci alpino 1994 | 6 marzo 1994     | Fredrik Nyberg     | Christian Mayer  | Matteo Belfrond  |
| Coppa del Mondo di sci alpino 1998 | 27 novembre 1998 | Stephan Eberharter | Hermann Maier    | Christian Mayer  |
| Coppa del Mondo di sci alpino 2017 | 18 marzo 2017    | Marcel Hirscher    | Felix Neureuther | Mathieu Faivre   |
| Coppa del Mondo di sci alpino 2024 | 1º marzo 2024    | Marco Odermatt     | Loïc Meillard    | Atle Lie McGrath |
| Coppa del Mondo di sci alpino 2024 | 2 marzo 2024     | Marco Odermatt     | Loïc Meillard    | Timon Haugan     |

#### Slalom speciale
| Data                               | Competizione     | Primo                | Secondo          | Terzo                |
| ---------------------------------- | ---------------- | -------------------- | ---------------- | -------------------- |
| Coppa del Mondo di sci alpino 1991 | 10 marzo 1991    | Rudolf Nierlich      | Thomas Fogdö     | Fabio De Crignis     |
| Coppa del Mondo di sci alpino 1998 | 28 novembre 1998 | Thomas Stangassinger | Sébastien Amiez  | Tom Stiansen         |
| Coppa del Mondo di sci alpino 2002 | 25 novembre 2001 | Ivica Kostelić       | Giorgio Rocca    | Mario Matt           |
| Coppa del Mondo di sci alpino 2002 | 26 novembre 2001 | Mario Matt           | Bode Miller      | Jean-Pierre Vidal    |
| Coppa del Mondo di sci alpino 2017 | 19 marzo 2017    | André Myhrer         | Felix Neureuther | Michael Matt         |
| Coppa del Mondo di sci alpino 2024 | 3 marzo 2024     | Loïc Meillard        | Linus Straßer    | Henrik Kristoffersen |

### Donne

#### Discesa libera
| Data                               | Competizione    | Prima       | Seconda        | Terza          |
| ---------------------------------- | --------------- | ----------- | -------------- | -------------- |
| Coppa del Mondo di sci alpino 2008 | 8 dicembre 2007 | Britt Janyk | Marlies Schild | Renate Götschl |
| Coppa del Mondo di sci alpino 2017 | 15 marzo 2017   | Ilka Štuhec | Lindsey Vonn   | Sofia Goggia   |

#### Supergigante
| Data                               | Competizione     | Prima                | Seconda              | Terza              |
| ---------------------------------- | ---------------- | -------------------- | -------------------- | ------------------ |
| Coppa del Mondo di sci alpino 2001 | 24 novembre 2000 | Michaela Dorfmeister | Régine Cavagnoud     | Corinne Rey-Bellet |
| Coppa del Mondo di sci alpino 2003 | 29 novembre 2002 | Hilde Gerg           | Janica Kostelić      | Isolde Kostner     |
| Coppa del Mondo di sci alpino 2006 | 9 dicembre 2005  | Nadia Styger         | Michaela Dorfmeister | Andrea Fischbacher |
| Coppa del Mondo di sci alpino 2017 | 16 marzo 2017    | Tina Weirather       | Ilka Štuhec          | Federica Brignone  |

#### Slalom gigante
| Data                               | Competizione     | Prima               | Seconda             | Terza                |
| ---------------------------------- | ---------------- | ------------------- | ------------------- | -------------------- |
| Coppa del Mondo di sci alpino 2005 | 26 novembre 2004 | Tanja Poutiainen    | Anja Pärson         | Janica Kostelić      |
| Coppa del Mondo di sci alpino 2006 | 10 dicembre 2005 | María José Rienda   | Anja Pärson         | Kathrin Zettel       |
| Coppa del Mondo di sci alpino 2007 | 24 novembre 2006 | Kathrin Zettel      | Tanja Poutiainen    | Michaela Kirchgasser |
| Coppa del Mondo di sci alpino 2009 | 29 novembre 2008 | Tessa Worley        | Tanja Poutiainen    | Elisabeth Görgl      |
| Coppa del Mondo di sci alpino 2010 | 28 novembre 2009 | Kathrin Hölzl       | Kathrin Zettel      | Federica Brignone    |
| Coppa del Mondo di sci alpino 2011 | 27 novembre 2010 | Tessa Worley        | Viktoria Rebensburg | Kathrin Hölzl        |
| Coppa del Mondo di sci alpino 2012 | 26 novembre 2011 | Viktoria Rebensburg | Elisabeth Görgl     | Julia Mancuso        |
| Coppa del Mondo di sci alpino 2013 | 24 novembre 2012 | Tina Maze           | Kathrin Zettel      | Viktoria Rebensburg  |
| Coppa del Mondo di sci alpino 2015 | 29 novembre 2014 | Eva-Maria Brem      | Kathrin Zettel      | Federica Brignone    |
| Coppa del Mondo di sci alpino 2016 | 27 novembre 2015 | Lara Gut            | Eva-Maria Brem      | Federica Brignone    |
| Coppa del Mondo di sci alpino 2017 | 19 marzo 2017    | Federica Brignone   | Sofia Goggia        | Marta Bassino        |

#### Slalom speciale
| Data                               | Competizione     | Prima                 | Seconda               | Terza            |
| ---------------------------------- | ---------------- | --------------------- | --------------------- | ---------------- |
| Coppa del Mondo di sci alpino 2001 | 25 novembre 2000 | Janica Kostelić       | Martina Ertl          | Kristina Koznick |
| Coppa del Mondo di sci alpino 2003 | 30 novembre 2002 | Anja Pärson           | Janica Kostelić       | Marlies Schild   |
| Coppa del Mondo di sci alpino 2005 | 27 novembre 2004 | Janica Kostelić       | Anja Pärson           | Tanja Poutiainen |
| Coppa del Mondo di sci alpino 2005 | 28 novembre 2004 | Tanja Poutiainen      | Manuela Mölgg         | Kristina Koznick |
| Coppa del Mondo di sci alpino 2006 | 11 dicembre 2005 | Anja Pärson           | Janica Kostelić       | Kathrin Zettel   |
| Coppa del Mondo di sci alpino 2007 | 26 novembre 2006 | Marlies Schild        | Nicole Hosp           | Therese Borssén  |
| Coppa del Mondo di sci alpino 2008 | 9 dicembre 2007  | Nicole Hosp           | Tanja Poutiainen      | Kathrin Zettel   |
| Coppa del Mondo di sci alpino 2009 | 30 novembre 2008 | Šárka Záhrobská       | Nicole Hosp           | Tanja Poutiainen |
| Coppa del Mondo di sci alpino 2010 | 29 novembre 2009 | Šárka Záhrobská       | Marlies Schild        | Kathrin Zettel   |
| Coppa del Mondo di sci alpino 2011 | 28 novembre 2010 | Maria Pietilä Holmner | Maria Riesch          | Tanja Poutiainen |
| Coppa del Mondo di sci alpino 2012 | 27 novembre 2011 | Marlies Schild        | Maria Pietilä Holmner | Maria Riesch     |
| Coppa del Mondo di sci alpino 2013 | 25 novembre 2012 | Kathrin Zettel        | Marlies Schild        | Tina Maze        |
| Coppa del Mondo di sci alpino 2015 | 30 novembre 2014 | Nicole Hosp           | Frida Hansdotter      | Kathrin Zettel   |
| Coppa del Mondo di sci alpino 2016 | 28 novembre 2015 | Mikaela Shiffrin      | Veronika Zuzulová     | Frida Hansdotter |
| Coppa del Mondo di sci alpino 2016 | 29 novembre 2015 | Mikaela Shiffrin      | Frida Hansdotter      | Šárka Záhrobská  |
| Coppa del Mondo di sci alpino 2017 | 18 marzo 2017    | Petra Vlhová          | Mikaela Shiffrin      | Frida Hansdotter |